# Broadcast (álbum)
| Críticas profissionais | Críticas profissionais |
| Avaliações da crítica  | Avaliações da crítica  |
| Fonte                  | Avaliação              |
| ---------------------- | ---------------------- |
| allmusic               | [ 1 ]                  |

Broadcast é o álbum de estreia da banda britânica de pop rock Cutting Crew, lançado em 1986.

## Faixas
1. "Any Colour" (Nick Van Eede; Kevin Scott MacMichael) – 4:57
2. "One for the Mockingbird" (Van Eede) – 4:23
3. "I've Been in Love Before" (Van Eede) – 5:29
4. "Life in a Dangerous Time" (Van Eede) – 4:34
5. "Fear of Falling" (Van Eede; MacMichael) – 4:50
6. "(I Just) Died in Your Arms" (Van Eede) – 4:41
7. "Don't Look Back" (Van Eede; MacMichael) – 4:12
8. "Sahara" (Steve Boorer; Van Eede) – 4:49
9. "It Shouldn't Take Too Long" (Van Eede; MacMichael; Colin Farley; Martin Beedle; Mac Norman) – 4:05
10. "The Broadcast" (Van Eede; Chris Townsend) – 6:33

## Desempenho nas paradas musicais
| Parada musical (1986)           | Melhor posição |
| ------------------------------- | -------------- |
| Alemanha (Media Control Charts) | 49             |
| Estados Unidos (Billboard 200)  | 16             |
| Reino Unido (UK Albums Chart)   | 41             |